# Acoma Pueblo

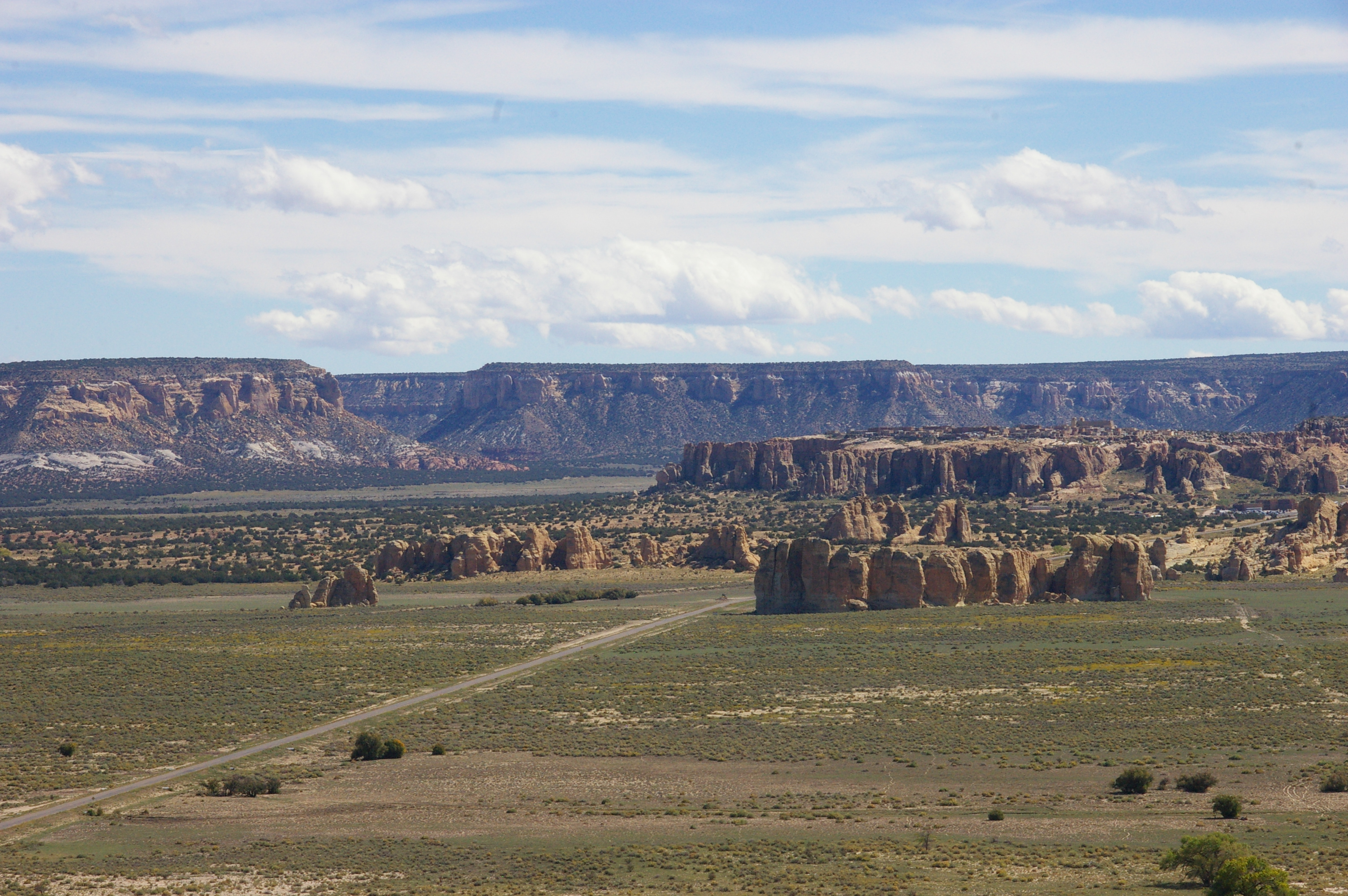
Acoma Pueblo är belägen högst upp på mesan med samma namn.

Acoma Pueblo (Keresan:  'Áák'uu'm'é) är en keresansk pueblo, belägen i New Mexico, ca 70 km väster om Albuquerque. Den egentliga pueblon, Acoma, är av förhistoriskt ursprung och anlades för mer än ettusen år sedan. Idag finns dessutom två andra större byar, Acomita och McCartys. Invånarna talar en dialekt av västlig keresan, vilket är en varietet av keresan, som är ett språkligt isolat.
Vid folkräkningen 2000 rapporterade 4 628 personer att de räknade de sig som helt eller delvis tillhörande eller härstammande från Acoma. 